# Municipio Coripata
Das Municipio Coripata liegt im Departamento La Paz im südamerikanischen Anden-Staat Bolivien.

## Lage im Nahraum
Das Municipio Coripata ist eines von zwei Municipios der Provinz Nor Yungas und liegt im östlichen Teil der Provinz. Es grenzt im Nordwesten und Westen an das Municipio Coroico, im Süden und Osten an die Provinz Sud Yungas und im Norden an die Provinz Caranavi.
Das Municipio hat 50 Ortschaften (localidades), der zentrale Ort des Municipios ist die Ortschaft Coripata mit 1238 Einwohnern (Volkszählung 2012) im südlichen Teil des Municipios.

## Geographie
Das Municipio Coripata liegt im Übergangsbereich zwischen dem Altiplano und der Cordillera Real im Westen und den Ausläufern des Amazonas-Tieflandes im Osten.
Der Jahresniederschlag hier in den subtropischen Yungas liegt bei 1100 mm (siehe Klimadiagramm Coroico) und weist eine deutliche Trockenzeit von Mai bis August und eine Regenzeit von Dezember bis Februar auf. Die Monatsdurchschnittstemperaturen schwanken nur unwesentlich zwischen 20 °C und 25 °C, tagsüber ist es sommerlich warm und nachts angenehm kühl.

## Bevölkerung
Die Einwohnerzahl des Municipios ist zwischen 1992 und 2024 auf mehr als das Doppelte angestiegen:
| Jahr | Einwohner | Quelle       |
| ---- | --------- | ------------ |
| 1992 | 10.276    | Volkszählung |
| 2001 | 11.444    | Volkszählung |
| 2012 | 17.586    | Volkszählung |
| 2024 | 23.910    | Volkszählung |

Das Municipio hatte bei der letzten Volkszählung von 2024 eine Bevölkerungsdichte von 22,7 Einwohnern/km², die Lebenserwartung der Neugeborenen lag im Jahr 2001 bei 60,4 Jahren, die Säuglingssterblichkeit war von 8,0 Prozent (1992) auf 7,2 Prozent im Jahr 2001 leicht gesunken.
Der Alphabetisierungsgrad bei den über 19-Jährigen beträgt 82,5 Prozent, und zwar 90,0 Prozent bei Männern und 74,7 Prozent bei Frauen (2001).
90,5 Prozent der Bevölkerung sprechen Spanisch, 72,3 Prozent sprechen Aymara und 0,6 Prozent Quechua. (2001)
32,6 Prozent der Bevölkerung haben keinen Zugang zu Elektrizität, 75,9 Prozent leben ohne sanitäre Einrichtung (2001).
83,2 Prozent der insgesamt 3.036 Haushalte besitzen ein Radio, 37,5 Prozent einen Fernseher, 12,1 Prozent ein Fahrrad, 12,3 Prozent ein Motorrad, 3,5 Prozent ein Auto, 9,4 Prozent einen Kühlschrank und 0,4 Prozent ein Telefon. (2001)

## Politik
Ergebnis der Regionalwahlen (concejales del municipio) vom 4. April 2010:
| Wahlberechtigte |  | Stimmen | gültig |  | MAS-IPSP | M.P.S. | ASP    |
| --------------- |  | ------- | ------ |  | -------- | ------ | ------ |
| 9.395           |  | 8.032   | 5.513  |  | 2.611    | 2.017  | 885    |
|                 |  | 85,5 %  | 68,6 % |  | 47,4 %   | 36,6 % | 16,1 % |

Ergebnis der Regionalwahlen (elecciones de autoridades políticas) vom 7. März 2021:
| Wahl- berechtigte |  | Wahl- beteiligung | gültige Stimmen |  | MAS-IPSP | PBCSP   | J.A.LLALLA.L.P. | FPV    | MTS    | PDC    | SOL.BO |
| ----------------- |  | ----------------- | --------------- |  | -------- | ------- | --------------- | ------ | ------ | ------ | ------ |
| 12.038            |  | 10.526            | 9.181           |  | 4.011    | 2.078   | 1.644           | 810    | 218    | 79     | 69     |
|                   |  | 87,44 %           | 87,22 %         |  | 43,69 %  | 22,63 % | 17,91 %         | 8.82 % | 2,37 % | 0,86 % | 0,75 % |

## Gliederung
Das Municipio untergliederte sich bei der letzten Volkszählung von 2012 in die folgenden drei Kantone (cantones):
- 02-1402-01 Kanton Coripata – 16 Ortschaften – 7.461 Einwohner (2001: 5.534 Einwohner)
- 02-1402-02 Kanton Milluhuaya – 10 Ortschaften – 2.109 Einwohner (2001: 989 Einwohner)
- 02-1402-03 Kanton Arapata – 24 Ortschaften – 8.016 Einwohner (2001: 4.921 Einwohner)

## Ortschaften im Municipio Coripata
- Kanton Coripata
  - Coripata 1238 Einw. – Nogalani 748 Einw. – Chillamani 601 Einw. – Auquisamaña 575 Einw. – Coscoma 565 Einw. – Machacamarca 490 Einw. – Marquirivi 474 Einw. – Tabacal 445 Einw. – Pararani 383 Einw. – Huayrapata 310 Einw. – Santa Bárbara 292 Einw. – Anacuri 246 Einw. – Umamarca 147 Einw.

- Kanton Milluhuaya
  - Santa Gertrudis 529 Einw. – Los Anguias 472 Einw. – Milluhuaya 424 Einw.

- Kanton Arapata
  - Arapata 1984 Einw. – Trinidad Pampa 1958 Einw. – Santa Rosa de Lima 995 Einw. – San José de Pery 989 Einw. – San Agustín 778 Einw. – Dorado Grande 464 Einw. – Chacón 439 Einw. – Choro Grande 424 Einw. – San Felix 367 Einw.